# Pomnik Franza Kafki w Pradze
Pomnik Franza Kafki w Pradze – pomnik upamiętniający pisarza Franza Kafkę zlokalizowany w stolicy Czech, Pradze przy ul. Dušní, na pograniczu Starego Miasta i Josefova, pomiędzy Synagogą Hiszpańską a kościołem Świętego Ducha. Kafka mieszkał przy ulicy Dušní nr 27, a w miejscu, gdzie stoi pomnik przebiega duchowa granica trzech religii – stoi on pomiędzy synagogą, kościołem katolickim i protestanckim.

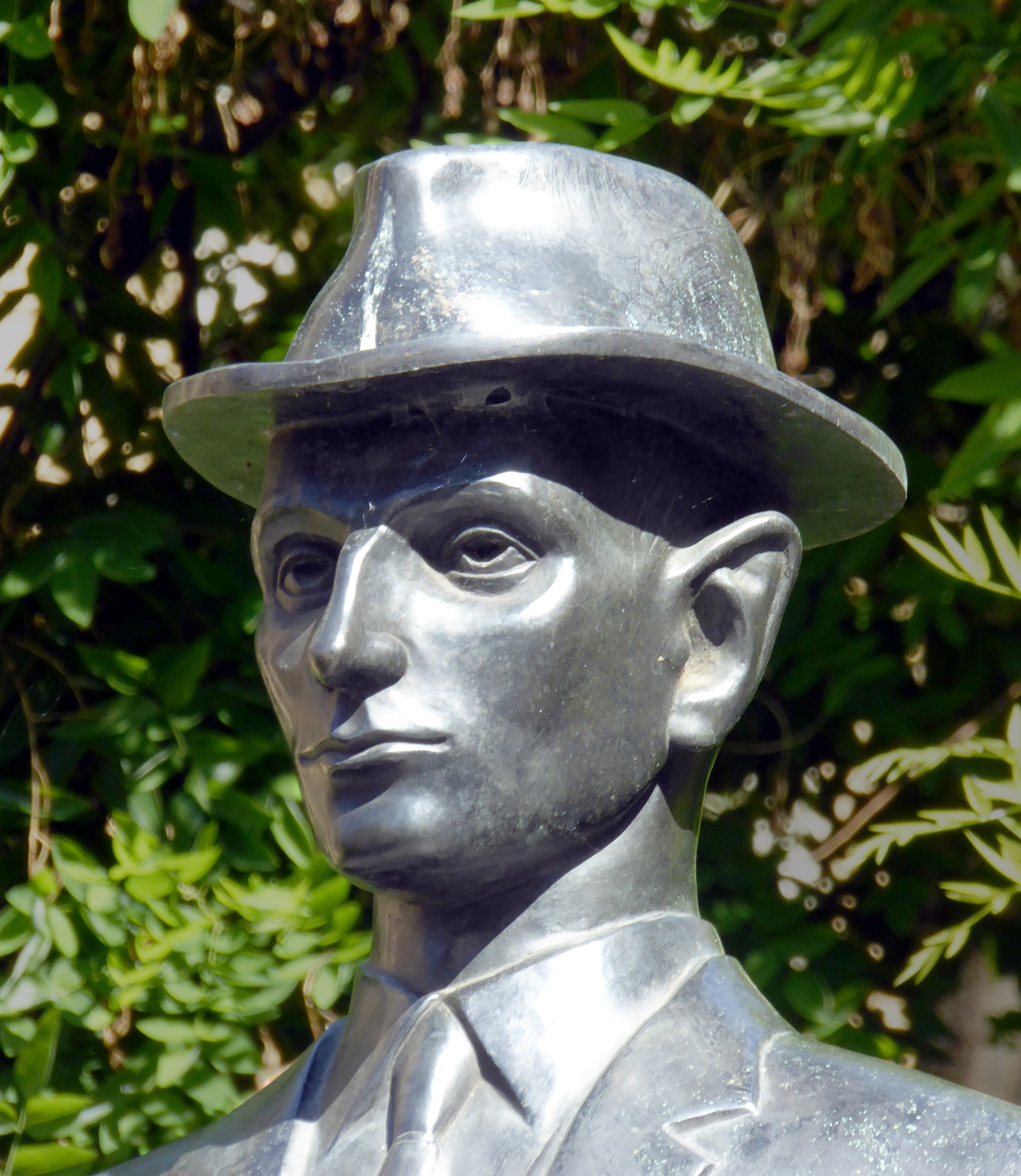
Głowa Kafki

Pomnik został wykonany z brązu i mierzy cztery metry wysokości. Autorem dzieła jest czeski rzeźbiarz i malarz, Jaroslav Róna, który przy realizacji współpracował z pracownią architektoniczną Davida Vávry. Pomysł wystawienia Kafce pomnika w Pradze powstał podczas sprawowania przez to miasto funkcji Europejskiej Stolicy Kultury w 2000. Ostatecznie monument odsłonięto w 2003, na granicy żydowskiego ongiś Josefova i katolickiego Starego Miasta. Róna projektując swe dzieło zainspirował się opowiadaniem Kafki pod tytułem Rozrywki, czyli dowód na to, że żyć jest niemożliwością (Nocna jazda), w którym bohater jest niesiony przez znajomego na barkach. Zaowocowało to formą pomnika. Przedstawia on ponadnaturalnych rozmiarów pusty garnitur niosący na barana nieco mniejszego od siebie Kafkę. Garnitur wypełniony ma być przez widza jakąś postacią z wyobraźni. Sam Róna stwierdził, że chodzi o jakieś zastępcze Ja, które zgodnie z życzeniem Kafki mogło żyć za niego. Aby ciężar życia niósł na plecach zastępczy K., a ten właściwy tylko obserwował i komentował. Tłumaczył także, iż garnitur to niezrozumiały świat, z którym borykał się pisarz. Jest unoszony przez K., a nie (jak sobie wyobraża) kieruje nim. 
Rzeźba nie przedstawia agresji (większa postać, która jest niewidzialna niesie mniejszą na swoich barkach). Bez znajomości opowiadania Nocna jazda, czy też biografii Kafki, gest ten można odczytać jako opiekuńczy - dopatrzyć się w dziele interpretacji motywu Dobrego Pasterza. 

Pomnik wyjątkowo nie spodobał się Tadeuszowi Różewiczowi. W 2005 napisał na jego temat wiersz Tego się Kafce nie robi:
Franz Kafka zasłużył sobie na to
żeby nie stawiać mu pomników
nie produkować koszulek
podkoszulków filiżanek
chusteczek do nosa majtek